# セントラル・グループ
セントラル・グループ(Central Group)は、タイの小売業を主体とする財閥。
首都バンコクの店舗としては、伊勢丹やZENなどが入居するタイ最大のショッピングモール「セントラルワールド」のほか、百貨店のセントラル・デパートやロビンソンがある。スーパーマーケット部門ではBig Cを展開している。
2011年に百貨店事業でヨーロッパに進出して各国企業を買収している。同年にはイタリアの「リナシェンテ」、2015年にドイツの「KaDeWE（カーデーベー）」、2020年にスイスの「グローブス」、2022年には英国の「セルフリッジス」を傘下とした。

## 歴史
- 1947年：Tiang Chirathivat（鄭汝常）がバンコクのチャイナタウン地区であるサムパッタウォン区に最初の店を開業。
- 1957年：Tiangの息子Samrit Chirathivatが、最初のセントラル・デパートをバンコクのプラナコーン区にオープンさせる。

## 関連会社
- セントラル・パタナ（Central Pattana）：SET50 Index採用銘柄
- Centara Hotels and Resorts
  - センタラ グランド アット セントラル プラザ ラープラオ バンコク
  - センタラグランドホテル大阪（2023年7月1日開業[2]）
- セントラルマツモトキヨシリミテッド[3]

### Central Retail Corporation
- ロビンソン
- Big C
- セントラル・デパート
- ZEN
- トップス・マーケット (Tops Market)
- オフィス・デポ (Office Depot)
- B2S (本屋)
- ワトソンズ